# Одбрамбени механизми
Одбрамбени механизми је традиционални назив за психолошки процес којим се Его појединца штити од неугодности пред навалом импулса из Ида који су најчешће неприхватљиви. Заштита се састоји у онемогућавању таквих импулса да продру у свест уз коришћење наоко разумљивих, али у суштини несвесних механизама као што су потискивање, регресија, скотомизација, пројекција, симболизација, интројекција, рационализација.